# Der Herzschlag der Welt
Der Herzschlag der Welt ist ein US-amerikanischer Antikriegs-Stummfilm aus dem Jahre 1927 von Fred Niblo mit Lillian Gish in der Hauptrolle. Der Film basiert auf einem Bühnenstück (1925) von Channing Pollock.

## Handlung
Die Geschichte spielt im Österreich-Ungarn der ausgehenden Kaiserzeit, unmittelbar vor Ausbruch des Ersten Weltkriegs. Carl Behrend und Pauli Arndt sind erst seit kurzer Zeit verheiratet. Er ist der Sohn eines Geschäftsmannes, sie die Tochter eines Hochschullehrers. Als der Krieg beginnt, wird auch Carl zu den Waffen gerufen und an die Front entsandt. Nun steht auch seine alte Männerfreundschaft mit dem Engländer  Bruce Gordon auf dem Spiel. 
Rasch ist alle Kriegseuphorie verflogen, der Glaube an einen schnellen und leichten Sieg muss Hunger, Elend und Vernichtung in der Heimat wie an der Front weichen. Pauli und ihrem Kind geht es besonders schlecht, ihr pazifistisch eingestellter Vater, der sich wortreich gegen das Kriegstreiben ausspricht, wird wegen seiner Überzeugung entlassen. Paulis Mann Carl wird derweil an der Front vermisst. Schließlich stirbt Paulis Kind an Unterernährung und Entkräftung, doch am Ende keimt ein Funken Hoffnung auf: Carl ist dem Massensterben an der Front entgangen und kehrt zu seiner liebenden Frau zurück.

## Produktionsnotizen
Der Herzschlag der Welt erlebte am 8. Dezember 1927 seine Welturaufführung. In Deutschland und Österreich wurde der Film Ende des darauf folgenden Jahres gezeigt. 
Die Filmbauten schufen Cedric Gibbons und Richard Day. Der Herzschlag der Welt, nach The Wind gedreht, aber vor diesem Film in die Kinos gebracht, war Gishs letzter Stummfilm.

## Kritik
„Es ist ein Film, der nicht in eine Reihe mit vielen ähnlichen Antikriegsfilmen zu stellen ist. (…) Der unselige Vernichtungskrieg, der im Augenblick aus vernünftigen Menschen erst begeisterungsblinde Phantasten machte und dann nur noch unglückliche, enttäuschte Betrogene schuf. (…) Die Regie Fred Niblos hat es verstanden, oft geschaute Kriegsszenen packend und so lebendig zu gestalten, daß sie einen machtvollen Rahmen für die einfache und doch so ergreifende Handlung abgeben. (…) Lilian Gish ist in ihrer rührenden Innerlichkeit ganz fein ausgewählt für gerade diese Rolle, die leicht zu Uebertreibungen verleitet.“